# Фёдоровский район (Башкортостан)
Фёдоровский райо́н (баш. Фёдоровка районы) — административно-территориальная единица (район) и муниципальное образование (муниципальный район) в её границах под наименованием муниципальный район Фёдоровский район (баш. Федоровка районы муниципаль районы) в составе Республики Башкортостан Российской Федерации.
Административный центр — село Фёдоровка.

## География
Район расположен на юго-западе Республики Башкортостан, в засушливой степной зоне Предуралья. С запада район граничит с Шарлыкским районом Оренбургской области, на севере — со Стерлибашевским, на юге — с Куюргазинским, на востоке — с Мелеузовским районами Республики Башкортостан, общая площадь района — 1693 км². Районный центр расположен в 200 км от Уфы.
Геология и почвы
Территория района входит в состав Предуральской степной зоны, которая представлена слабоволнистыми Уршак-Ашкадарской и Чермасано-Демской равнинами, а также объединяет юго-восточную оконечность Бугульмино-Белебеевской возвышенности и северные отроги Общего Сырта. Основу геологического строения Уршак-Ашкадарской и Чермасано-Демской равнин составляют отложения Уфимского яруса верхнепермской системы. Эту территорию можно охарактеризовать как приподнятую крупноволнистую равнину, расчлененную большими речными долинами притоков р. Белой (Чермасан, Дема, Уршак, Ашкадар и др.) на ряд массивных междуречий, которые являются основными орографическими элементами.
Основными почвообразующими породами в Предуральской степной зоне являются послетретичные отложения в виде делювиальных, элювиальных и элювио-делювиальных образований. Господствующим типом среди почв является чернозём. Подтиповыми представителями, имеющими преимущественное распространение, являются выщелоченные, типичные, типичные карбонатные чернозёмы. 84 % площади пахотных угодий на Чермасано-Ашкадарской равнине приходится на эти почвы.
Карбонатные чернозёмы формируются главным образом на желтовато-бурых опесчаненных делювиальных карбонатных суглинках и на элювиикар-бонатных пород. Мощность их гумусового горизонта обычно колеблется в пределах 30—65 см, а содержание гумуса составляет 7—10 %.

### Климат
Климат предуральской степной зоны характерен почти для всей равнинно-возвышенной части территории Башкирии, расположенной в левобережье реки Белой. Он отличается повышенными летними температурами воздуха, недостаточным количеством атмосферных осадков (как по многолетним данным, так и по отдельным годам), частыми снежными метелями в зимний период, суховейными ветрами и явлениями засухи летом. Для климата этой зоны республики характерны также сравнительно малая облачность и пониженная относительная влажность воздуха в летний сезон. Среднегодовая сумма атмосферных осадков колеблется в пределах 300—400 мм, а среднегодовая температура воздуха — 2,2—2,8°. Здесь наблюдаются резкие изменения погоды в любом сезоне года. Зима бывает умеренно-холодной, обычно малоснежной, лето жаркое, а в иные годы сопровождается пыльными бурями (особенно в юго-западной части зоны, Чермасано-Демском и Приашкадарском районах). Поэтому большое хозяйственное значение приобретает здесь борьба с засухами, суховеями и пыльными бурями.
Особенностью температурного режима является резкий контраст зимы и лета. Средние температуры в самом холодном (январь) и самом теплом (июль) месяцах года колеблются от -5...-19° до +19...+22°С. Сумма активных температур в условиях Белебеевской возвышенности и северной части Общего Сырта (зона умеренно-теплого полузасушливого климата): 1800—2200°, длительность безморозного периода 110—140 дней, годовая сумма осадков более 450 мм, из них на летний сезон приходится 250—300 мм, мощность снежного покрова 50—60 см, повторяемость засух — менее 20 %. Сумма активных температур в условиях Уршак-Ашкадарской и Чермасано-Демской равнин и южной части Общего Сырта (зона умеренно засушливого климата) колеблется в пределах 2000—2200°, продолжительность безморозного периода 110—140 дней в более северной части равнины и 104—120 дней в южной, годовая сумма осадков от 400—450 мм до 300—450 мм, мощность снежного покрова 30—50 см. В этой зоне проявляются периодические засухи, их повторяемость возрастает к югу степной зоны до 40 %.
В целом территория Предуральской степи относится к зоне умеренно теплого полузасушливого и засушливого климата (Кадильников, Тайчинов, 1973).
По степени увлажненности, с учётом тепла и осадков за период наиболее активной вегетации растений, выделяются районы бездефицитного увлажнения (северная половина Чермасано-Демской равнины и Белебеевская возвышенность), в которых гидротермический коэффициент колеблется в пределах 1, и пониженного слабодефицитного и недостаточного увлажнения (южные районы Чермасано-Демской равнины и Общего Сырта), где гидротермический коэффициент меньше 1.

## История
До 1935 года территория нынешнего Фёдоровского района относилась к Стерлитамакскому кантону.
Район был создан 31 января 1935 года. В его состав первоначально вошли 13 сельских советов Стерлибашевского и пять сельских советов Мелеузовского районов.

## Население
| 1939    | 1959    | 1970    | 1979    | 1989    | 2002    | 2008    | 2009    | 2010    |
| ------- | ------- | ------- | ------- | ------- | ------- | ------- | ------- | ------- |
| 37 477  | ↘28 373 | ↘27 744 | ↘22 963 | ↘19 712 | ↘19 675 | ↗19 821 | ↘19 655 | ↘18 650 |
| 2013    | 2014    | 2015    | 2016    | 2017    | 2018    | 2019    | 2021    |         |
| ↘17 951 | ↗17 990 | ↘17 426 | ↗17 526 | ↘17 147 | ↘16 798 | ↘16 443 | ↘16 234 |         |

Согласно прогнозу Минэкономразвития России, численность населения будет составлять:
- 2024 — 15,99 тыс. чел.
- 2035 — 13,68 тыс. чел.

### Национальный состав
Согласно Всероссийской переписи населения 2010 года: татары — 31,9 %, русские — 23,1 %, башкиры — 20 %, чуваши — 12,2 %, мордва — 10,4 %, лица других национальностей — 2,4 %.
Переселение татар на территорию района происходило с середины XVIII века. На правах припущенников они селились в башкирских аулах, ставших затем татарскими (села Балыклы, Каралачик, деревни Атяшево, Яушево и другие). Татарами были основаны село Акбулат и деревня Балыклыбашево.
На территории района селились представители и потомки татарских княжеских и дворянских родов Акчуриных (в деревнях Батырово и Балыклы), потомки Дашкиных (деревня Старо‑Яушево), Кашаевых (деревни Акбулат и Батырово).
По итогам переписи населения 2020 года проживали следующие национальности (национальности менее 0,1 % и другое см. в сноске к строке «Другие»):
| Национальность | Численность, чел. | Доля     |
| -------------- | ----------------- | -------- |
| Татары         | 5159              | 31,78 %  |
| Русские        | 3977              | 24,50 %  |
| Башкиры        | 3536              | 21,78 %  |
| Чуваши         | 1775              | 10,93 %  |
| Мордва         | 1544              | 9,51 %   |
| Армяне         | 56                | 0,34 %   |
| Украинцы       | 43                | 0,26 %   |
| Казахи         | 30                | 0,18 %   |
| Цыгане         | 17                | 0,10 %   |
| Узбеки         | 17                | 0,10 %   |
| Другие         | 80                | 0,52 %   |
| Итого          | 16 234            | 100,00 % |

### Языковой состав
Согласно Всероссийской переписи населения 2010 года родными языками населения являлись:
татарский — 31,9 %, русский — 28,2 %, башкирский — 18,3 %, чувашский — 11,6 %, мордовский — 8,6 %.
Согласно Всероссийской переписи населения 2020 года родными языками населения являлись: татарский — 31,5 %, русский — 26,2 %, башкирский — 21,4 %, чувашский — 10,8%, мордовский — 8,8 %.

## Административное деление
В Фёдоровский район как административно-территориальную единицу республики входит 14 сельсоветов.
В одноимённый муниципальный район в рамках местного самоуправления входит 14 муниципальных образований со статусом сельского поселения:
| №     | Муниципальное образование   | Административный центр  | Количество населённых пунктов | Население (чел.) | Площадь (км²) |
| ----- | --------------------------- | ----------------------- | ----------------------------- | ---------------- | ------------- |
| 1e-06 | Сельское поселение          |                         |                               |                  |               |
| 1     | Бала-Четырманский сельсовет | село Бала-Четырман      | 10                            | ↘2439            | 327,51        |
| 2     | Балыклинский сельсовет      | село Балыклы            | 5                             | ↘827             | 103,32        |
| 3     | Булякаевский сельсовет      | деревня Верхний Алыштан | 3                             | ↘490             | 66,01         |
| 4     | Верхнеяушевский сельсовет   | село Верхнеяушево       | 4                             | ↘459             | 78,78         |
| 5     | Гончаровский сельсовет      | деревня Гончаровка      | 2                             | ↘1089            | 62,92         |
| 6     | Дедовский сельсовет         | село Дедово             | 10                            | ↘951             | 140,91        |
| 7     | Денискинский сельсовет      | село Денискино          | 6                             | ↘1681            | 165,32        |
| 8     | Каралачикский сельсовет     | село Каралачик          | 2                             | ↘577             | 51,96         |
| 9     | Михайловский сельсовет      | село Михайловка         | 3                             | ↘1048            | 121,70        |
| 10    | Покровский сельсовет        | деревня Покровка        | 7                             | ↘523             | 96,94         |
| 11    | Пугачёвский сельсовет       | село Юрматы             | 2                             | ↘738             | 115,25        |
| 12    | Разинский сельсовет         | деревня Ключевка        | 2                             | ↘520             | 103,21        |
| 13    | Теняевский сельсовет        | село Теняево            | 6                             | ↘573             | 105,62        |
| 14    | Фёдоровский сельсовет       | село Фёдоровка          | 6                             | ↘4883            | 153,79        |

### Населённые пункты
| №  | Населённый пункт     | Тип     | Население | Муниципальное образование   |
| -- | -------------------- | ------- | --------- | --------------------------- |
| 1  | Айтуган-Дурасово     | деревня | ↘38       | Теняевский сельсовет        |
| 2  | Акбулатово           | село    | ↘308      | Фёдоровский сельсовет       |
| 3  | Алёшкино             | село    | ↘240      | Гончаровский сельсовет      |
| 4  | Атяшево              | село    | ↘290      | Балыклинский сельсовет      |
| 5  | Базелево             | деревня | ↘1        | Дедовский сельсовет         |
| 6  | Бала-Четырман        | село    | ↘1426     | Бала-Четырманский сельсовет |
| 7  | Балыклы              | село    | ↘677      | Балыклинский сельсовет      |
| 8  | Балыклыбашево        | село    | ↘161      | Каралачикский сельсовет     |
| 9  | Батырово             | село    | ↘441      | Михайловский сельсовет      |
| 10 | Булякай              | деревня | ↘62       | Булякаевский сельсовет      |
| 11 | Верхнеяушево         | село    | ↘448      | Верхнеяушевский сельсовет   |
| 12 | Верхний Алыштан      | деревня | ↗351      | Булякаевский сельсовет      |
| 13 | Верхняя Митюковка    | хутор   | ↘3        | Теняевский сельсовет        |
| 14 | Веселовка            | деревня | ↗233      | Денискинский сельсовет      |
| 15 | Гавриловка           | село    | ↗240      | Бала-Четырманский сельсовет |
| 16 | Гавриловка           | деревня | ↘21       | Фёдоровский сельсовет       |
| 17 | Гоголевка            | деревня | ↘36       | Верхнеяушевский сельсовет   |
| 18 | Гончаровка           | деревня | ↗1020     | Гончаровский сельсовет      |
| 19 | Гороховка            | деревня | ↘81       | Покровский сельсовет        |
| 20 | Грицаевка            | хутор   | →29       | Дедовский сельсовет         |
| 21 | Гумбетово            | деревня | ↘2        | Верхнеяушевский сельсовет   |
| 22 | Дедово               | село    | ↘328      | Дедовский сельсовет         |
| 23 | Денискино            | село    | ↘637      | Денискинский сельсовет      |
| 24 | Домрачевка           | деревня | 0         | Верхнеяушевский сельсовет   |
| 25 | Златоустовка         | деревня | ↘279      | Бала-Четырманский сельсовет |
| 26 | Ивановка             | деревня | ↘11       | Балыклинский сельсовет      |
| 27 | Ижбуляк              | село    | ↘447      | Дедовский сельсовет         |
| 28 | Ильиновка            | деревня | ↘15       | Дедовский сельсовет         |
| 29 | Ильиновка            | деревня | ↘32       | Покровский сельсовет        |
| 30 | Ишмухаметово         | деревня | ↘73       | Бала-Четырманский сельсовет |
| 31 | Казанка              | деревня | ↘2        | Теняевский сельсовет        |
| 32 | Каралачик            | село    | ↘553      | Каралачикский сельсовет     |
| 33 | Кирюшкино            | село    | ↗358      | Денискинский сельсовет      |
| 34 | Ключевка             | деревня | ↘273      | Разинский сельсовет         |
| 35 | Кузьминовка          | село    | ↘439      | Фёдоровский сельсовет       |
| 36 | Львовка              | деревня | 18        | Пугачёвский сельсовет       |
| 37 | Маганевка            | деревня | ↘3        | Фёдоровский сельсовет       |
| 38 | Михайловка           | село    | ↗305      | Михайловский сельсовет      |
| 39 | Нижний Алыштан       | село    | ↘88       | Булякаевский сельсовет      |
| 40 | Николаевка           | деревня | ↘18       | Дедовский сельсовет         |
| 41 | Новая Деревня        | хутор   | ↘71       | Дедовский сельсовет         |
| 42 | Новомихайловка       | деревня | ↘64       | Денискинский сельсовет      |
| 43 | Новониколаевка       | деревня | ↘14       | Покровский сельсовет        |
| 44 | Новосёлка            | село    | ↘558      | Денискинский сельсовет      |
| 45 | Новософиевка         | деревня | ↘198      | Бала-Четырманский сельсовет |
| 46 | Новотроицкое         | деревня | ↘37       | Дедовский сельсовет         |
| 47 | Новояушево           | село    | ↘350      | Бала-Четырманский сельсовет |
| 48 | Орловка              | деревня | ↘152      | Теняевский сельсовет        |
| 49 | Петровка             | деревня | ↘32       | Балыклинский сельсовет      |
| 50 | Петровка             | деревня | ↘3        | Дедовский сельсовет         |
| 51 | Покровка             | деревня | ↗195      | Покровский сельсовет        |
| 52 | Полыновка            | деревня | ↘6        | Балыклинский сельсовет      |
| 53 | Поляковка            | деревня | ↘0        | Бала-Четырманский сельсовет |
| 54 | Русский Сухой Изяк   | деревня | ↘85       | Покровский сельсовет        |
| 55 | Саитово              | деревня | ↘307      | Разинский сельсовет         |
| 56 | Сашино               | деревня | ↘2        | Теняевский сельсовет        |
| 57 | Сергеевка            | село    | ↘13       | Бала-Четырманский сельсовет |
| 58 | Старониколаевка      | деревня | ↘51       | Покровский сельсовет        |
| 59 | Старый Четырман      | село    | ↘291      | Бала-Четырманский сельсовет |
| 60 | Татарский Сухой Изяк | деревня | ↘155      | Покровский сельсовет        |
| 61 | Теняево              | село    | ↗446      | Теняевский сельсовет        |
| 62 | Улядаровка           | хутор   | ↘11       | Фёдоровский сельсовет       |
| 63 | Фёдоровка            | село    | ↘4185     | Фёдоровский сельсовет       |
| 64 | Федотовка            | деревня | ↘0        | Бала-Четырманский сельсовет |
| 65 | Филипповка           | деревня | ↘0        | Денискинский сельсовет      |
| 66 | Юлдашево             | село    | ↗391      | Михайловский сельсовет      |
| 67 | Юрковка              | деревня | ↘176      | Дедовский сельсовет         |
| 68 | Юрматы               | село    | ↗749      | Пугачёвский сельсовет       |

## Образование, культура и социальная сфера
- 40 общеобразовательных школ, в том числе 13 средних;
- детская школа искусств;
- музыкальная школа;
- 23 массовых библиотеки;
- 32 клубных учреждения;
- 4 больницы.

## Экономика
Район сельскохозяйственный. Промышленность и переработка развиты слабо. Имеются месторождения кирпичного сырья, песчано-гравийной смеси, строительного камня. Площадь сельскохозяйственных угодий — 136,2 тыс. га, в том числе пашни — 91,3 тыс. га, сенокосы — 7,9 тыс. га, пастбища — 36,9 тыс. га.

## Транспорт
По территории района проходят автодороги Стерлибашево — Фёдоровка — Мелеуз, Фёдоровка — Стерлитамак, Фёдоровка — Дедово — Ермолаево.

## Пресса
Издаётся газета на русском, татарском и башкирском языках «Ашкадарские зори» (прежнее название — «К победе»).

## Достопримечательности
Истоки крупных рек Южного Урала Дёмы и Ашкадара.
Вблизи д. Новомихайловки находятся восстановленный Покрово-Эннатский монастырь и источник преподобной Зосимы Еннатской с часовней.